# Murray State University

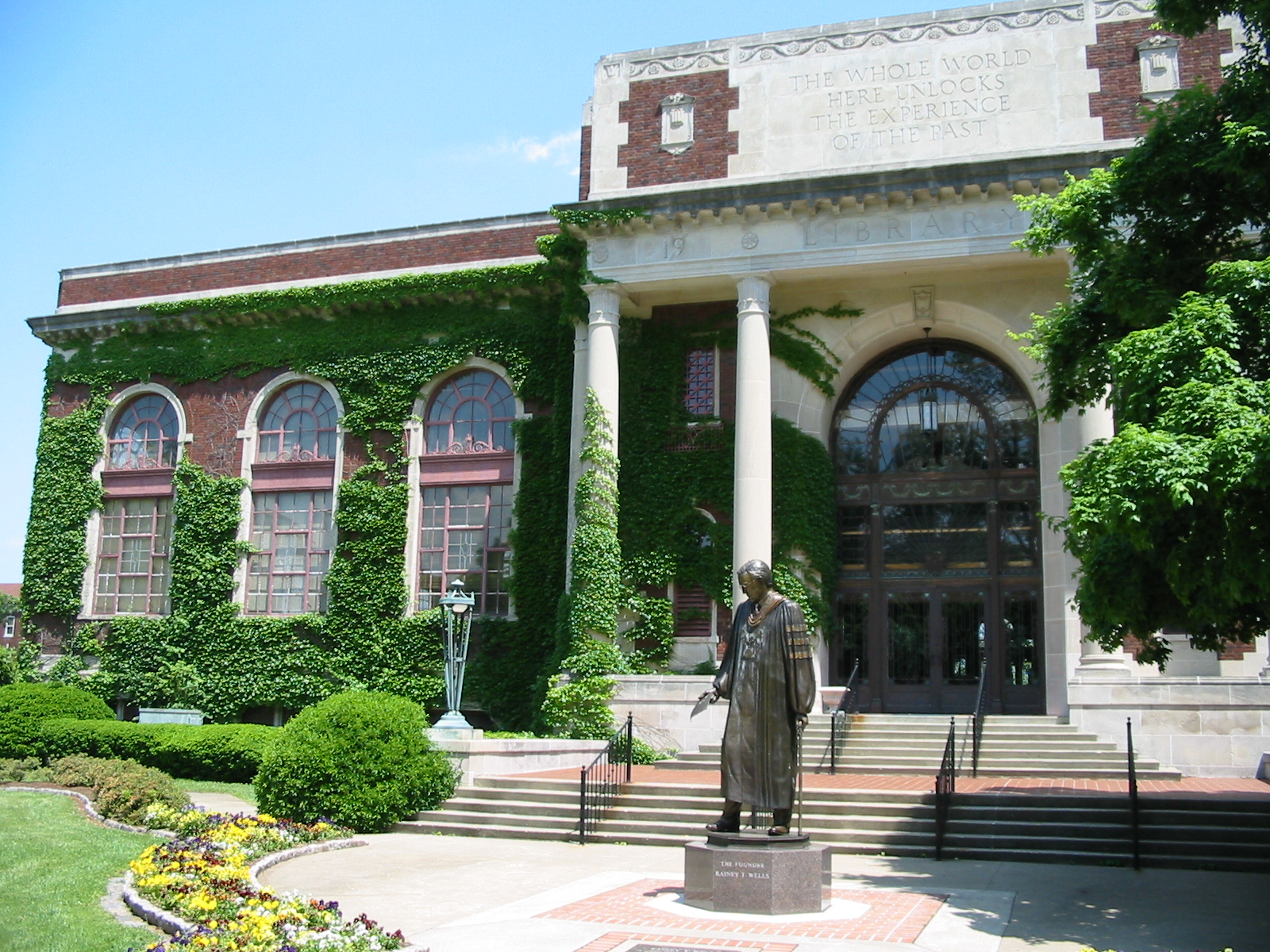
Pogue Library

Die Murray State University ist eine staatliche Universität in Murray im US-Bundesstaat Kentucky. Ende Oktober 2012 waren 10.823 Studenten eingeschrieben.

## Geschichte
Gründung
Am 22. September 1922 wählte die General Assembly of the Commonwealth of Kentucky die Kleinstadt Murray als neuen Hochschulstandort. John Wesley Carr wurde am 26. November 1922 zum ersten Präsidenten gewählt. Ein Jahr nach der Standortwahl begann der Lehrbetrieb am 23. September 1923 unter dem Namen Murray State Normal School. Seit 1926 ist die Hochschule berechtigt, Bachelor-Titel zu verleihen. Nach mehreren Namensänderungen in den Jahren 1926, 1930 und 1948 wurde der heutige Name Murray State University gewählt.
Murray State University ist die einzige öffentliche Schule Kentuckys, die seit 1990 im U.S. News & World Report unter den zwanzig besten Schulen der Region „South“ geführt wird.

## Studium
Studienangebot

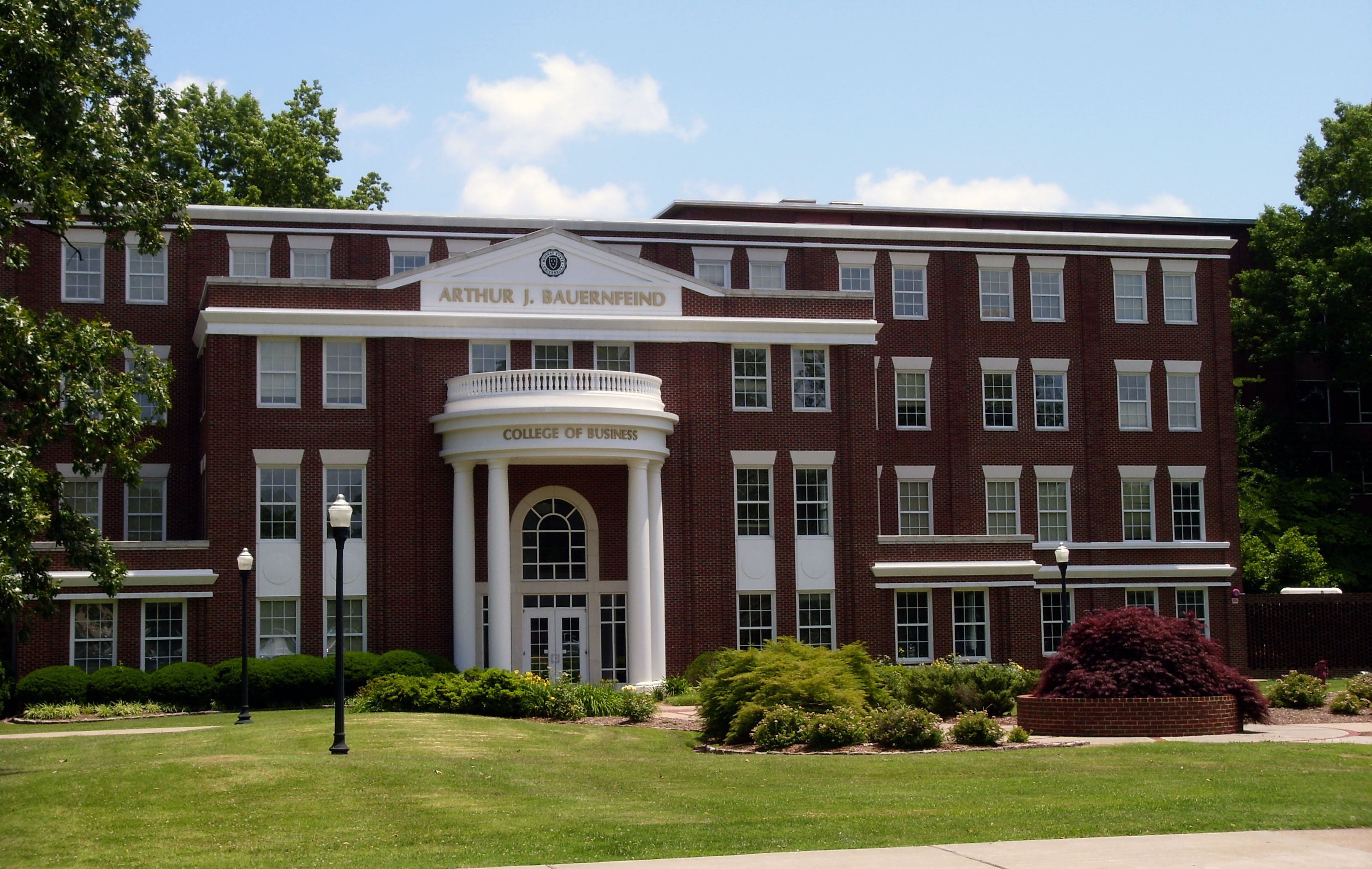
Arthur J. Bauernfeind College of Business

Derzeit bietet die Murray State University 11 Associate-, 64 Bachelor- und 42 Masterstudiengänge. Das Studienangebot umfasst unter anderem
- Geisteswissenschaften und schöne Künste
- Gesundheitswissenschaften und Human Services
- Naturwissenschaften, Ingenieurwesen und Technologie
- Pädagogik
- Wirtschaft und öffentliche Angelegenheiten
- Fachrichtung Militärwissenschaften

Die Wirtschaftsfakultät ist mit 23 % aller Bachelorstudenten die größte der Universität. Als eine von insgesamt acht Hochschulen in Kentucky trägt die Murray State University eine AACSB-Akkreditierung für seine Wirtschaftsstudiengänge (ausgenommen Accounting). Die Musikfakultät ist seit 1936 Mitglied der National Association of Schools of Music.
Greek Life
Im Frühjahr 2012 waren 941 Bachelorstudenten Mitglieder in 21 registrierten Studentenverbindungen. Die tatsächliche Beteiligung liegt höher, da das Office of Greek Life nur soziale Fraternities beaufsichtigt, nicht aber drei weitere professionell ausgerichtete Verbindungen.

## Colleges

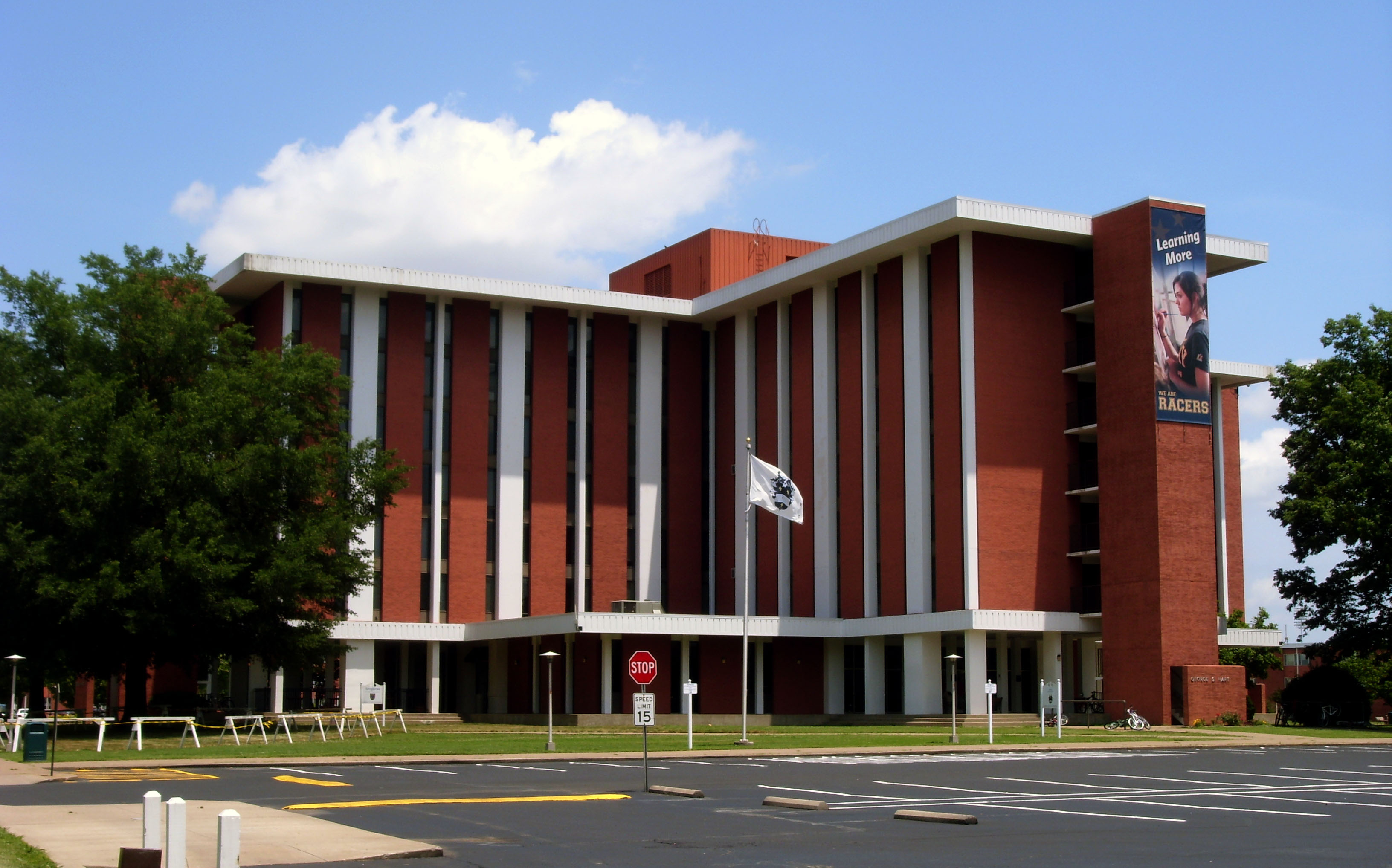
Hart College

Im Frühjahr 2012 lebten 2.831 Studenten in acht Colleges auf dem Campus. Das College-System wurde 1996 nach dem Beispiel traditionsreicher Hochschulen wie Oxford oder Cambridge gestartet. Studenten teilen sich die zentral gelegene Mensa (Winslow Dining Hall) und Erholungsanlagen (u. a. das Susan E. Bauernfeind Recreation Center).
Die Namen der Colleges lauten:
- Clark College
- Elizabeth College
- Hart College
- Hester College
- Regents College
- Richmond College
- Springer-Franklin College
- White College

## Sport
Die Sportteams der Murray State werden die Racers genannt. Einzige Ausnahme ist das Baseballteam, welches unter dem Spitznamen Thoroughbreds läuft. Die Hochschule ist eines von zwölf Mitgliedern der Missouri Valley Conference. Die Racers werden die Football-Saison 2022 in ihrer ehemaligen Heimat der Ohio Valley Conference spielen, bevor sie 2023 der Missouri Valley Football Conference beitreten. Murray State hat mehrere landesweit bekannte Sportler hervorgebracht.

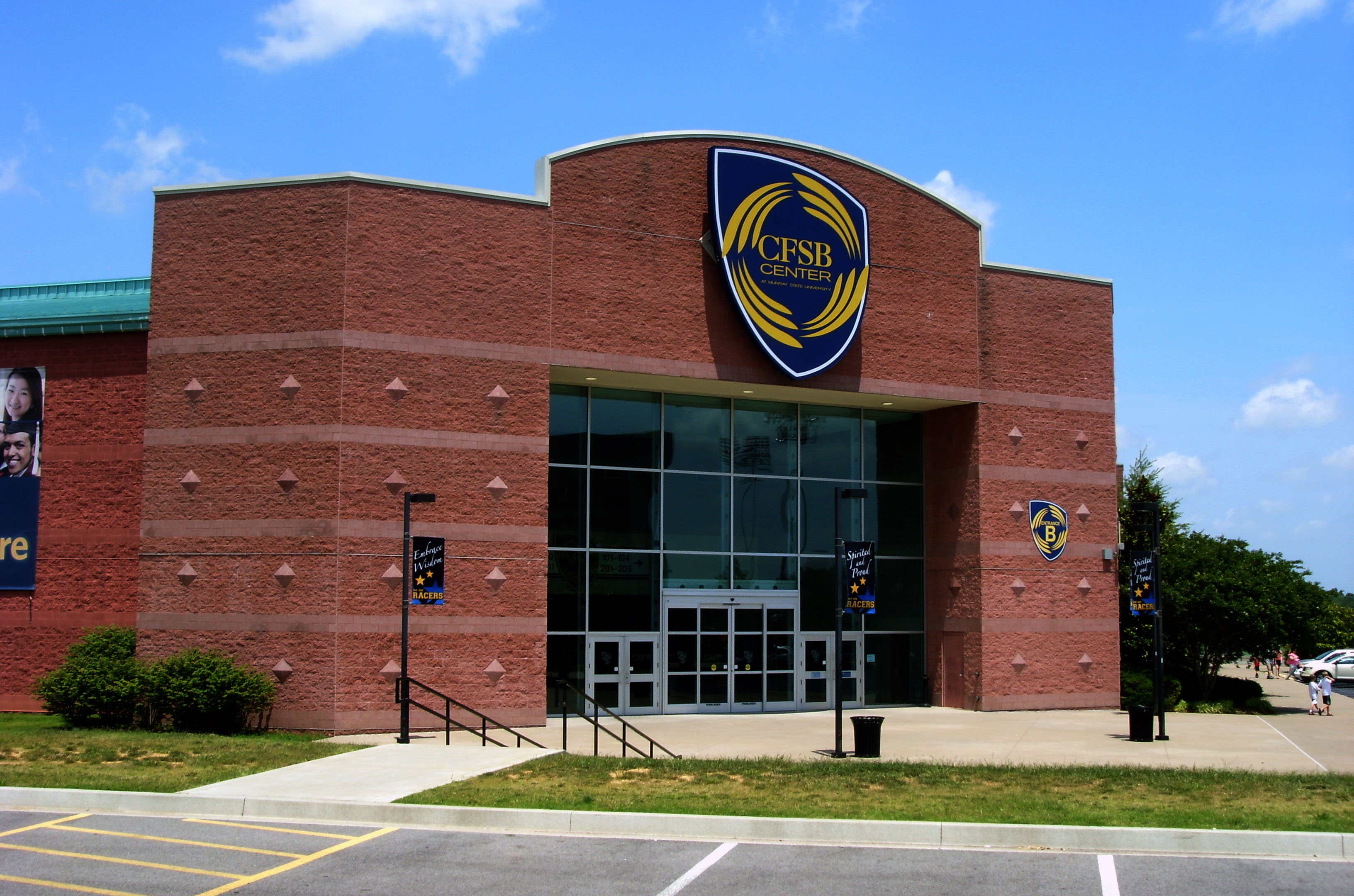
CFSB Center

Das bekannteste Sportteam ist das Basketballteam der Herren, welches bereits 15 Teilnahmen im Turnier der NCAA vorweisen kann. Darüber hinaus konnten zahlreiche Meisterschaften in der Ohio Valley Conference errungen werden. Das Basketballteam trägt seine Heimspiele im CFSB Center aus, welches Platz für 8.602 Zuschauer bietet.
Murray State hat ebenfalls mehrere landesweit erfolgreiche Sportschützen ausgebildet, darunter auch die Olympionikin Pat Spurgin, die in den Olympischen Sommerspielen 1984 die Goldmedaille gewonnen hat.

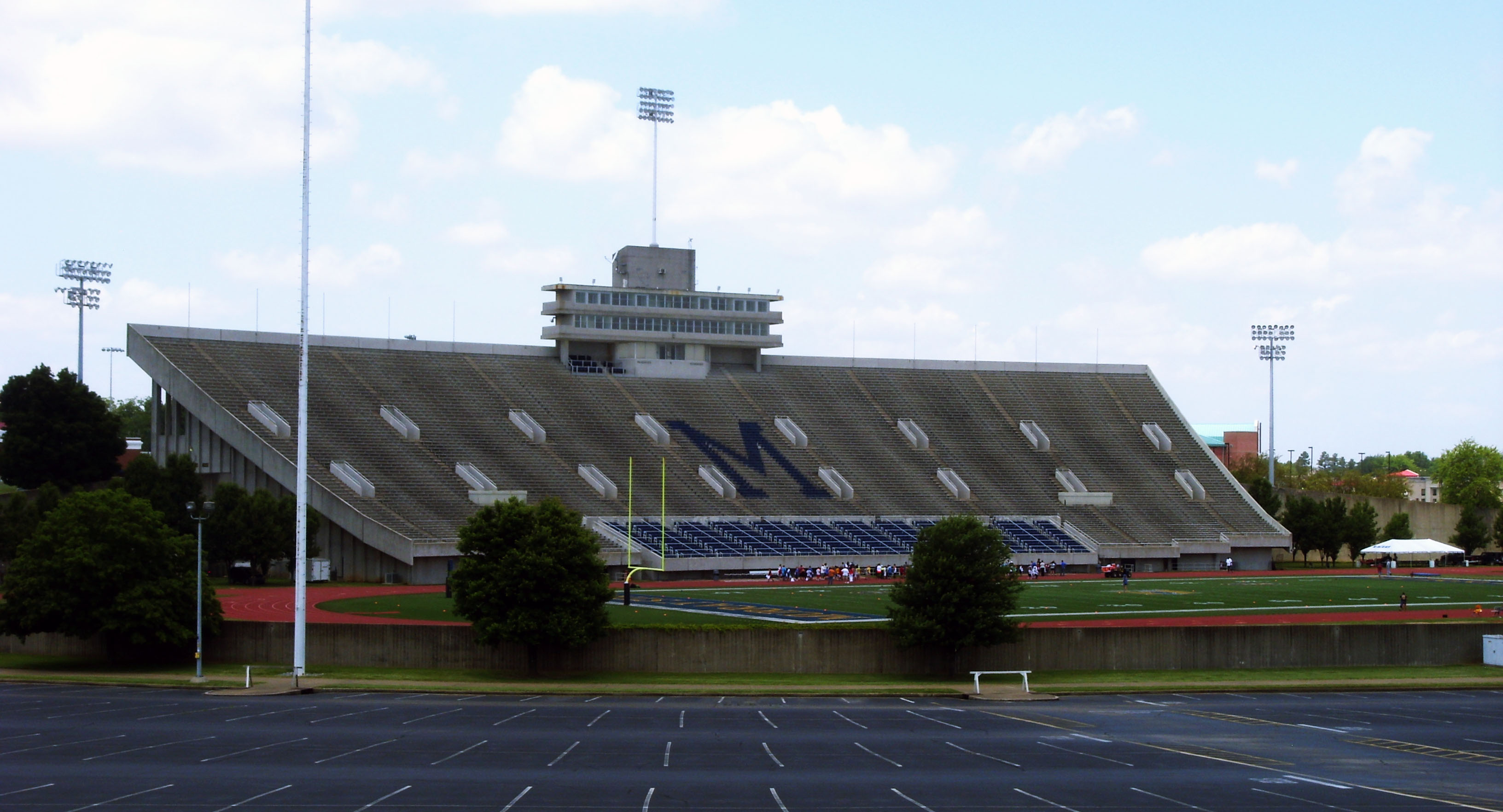
Roy Stewart Stadium
Das Footballteam der Murray State trägt seit 1973 seine Spiele im Roy Stewart Stadium aus. Das Stadion besteht aus einer Haupttribüne mit 16.800 Sitzplätzen, Pressebereich und angelegenem Parkplatz. Es liegt an der US 641.

## Traditionen
Der „Shoe Tree“

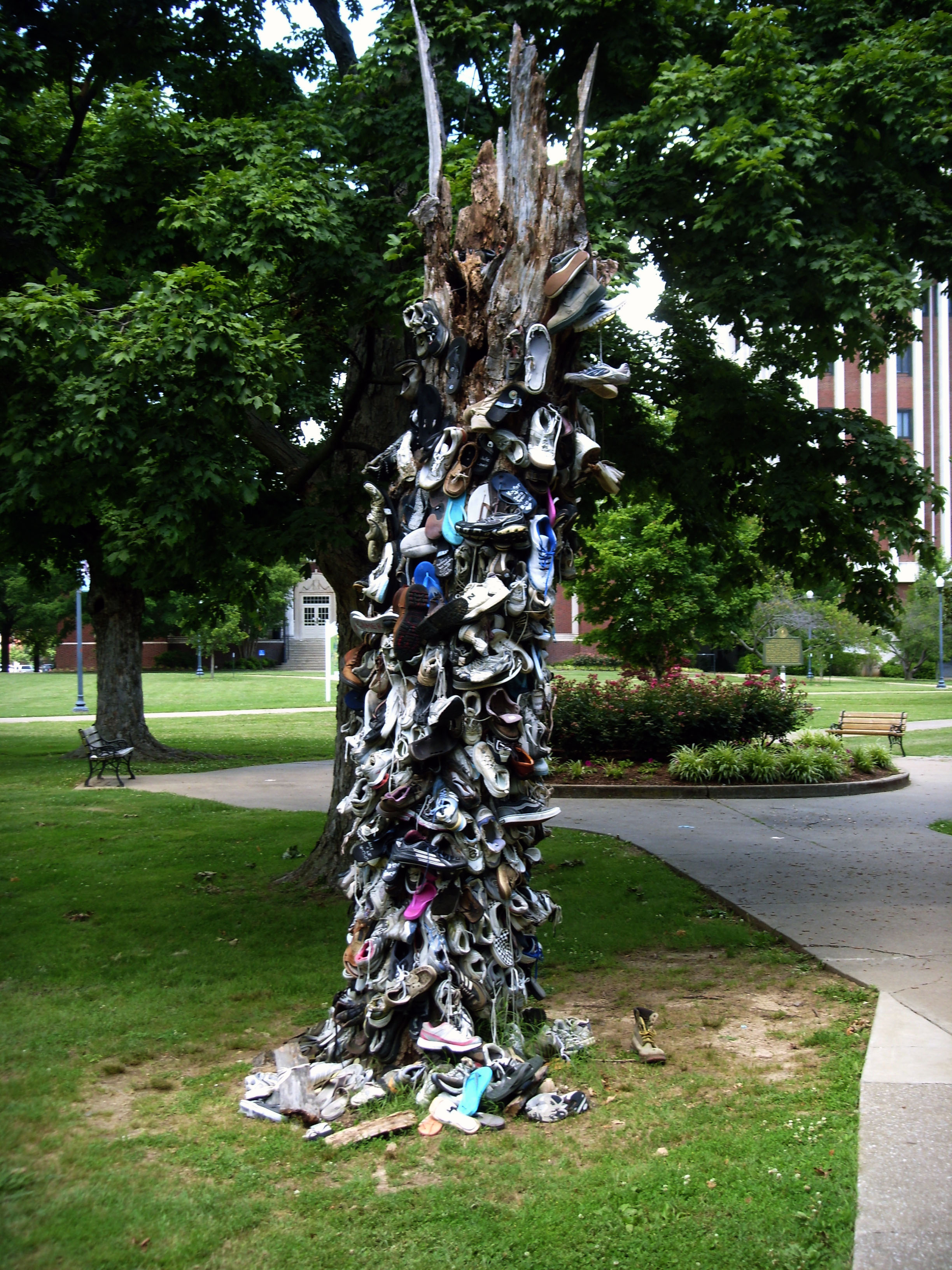
Der Shoe Tree

Eine Campustradition an der Murray State University ist der „Shoe Tree“, der sich auf einer zentralen Grünfläche (dem "Quad") auf dem Campus befindet. Verheiratete Paare, die sich während des Studiums kennengelernt haben, kehren zu diesem Baum zurück und nageln als Zeichen ihrer Heirat jeweils einen Schuh an den Baum. Oftmals werden auch Namen und Datum auf den Schuhen vermerkt. Durch die große Menge an Nägeln ist der Shoe Tree anfällig für Blitzeinschläge. Der aktuelle Baum ist der zweite Shoe Tree, nachdem der erste nach einem Blitzeinschlag abbrannte. Um das Risiko eines potentiell großflächigen Feuers gering zu halten, wurde die Baumkrone des neuen Baumes abgeschnitten.

## Berühmte Alumni
Künstler
- W. Earl Brown, Schauspieler
- Hal Riddle, Schauspieler
- Joe Staton, Comicautor und -zeichner
- Chris Thile, Mandolinist. Outstanding Alumni Award 2014
- Jim Varney, Schauspieler
- J. D. Wilkes, Musiker und Filmemacher

Politik
- Harry Lee Waterfield, zweifacher Lieutenant Governor of Kentucky

Sport
- Marcus Brown, Basketballspieler
- Joe Fulks, Basketballspieler
- Rod Harper, Footballspieler
- Popeye Jones, Basketballspieler und -trainer
- Wesley Korir, kenianischer Marathonläufer und Politiker (ohne Abschluss; wechselte zur University of Louisville)
- Ja Morant, Basketballspieler
- Kirk Rueter, Baseballspieler
- Heather Samuel, Leichtathletin und Olympiateilnehmerin
- James Singleton, Basketballspieler
- Pat Spurgin, Medaillengewinnerin bei den Olympischen Sommerspielen 1984

Wirtschaft
- Rex Geveden, Präsident der Teledyne Brown Engineering

Wissenschaft
- Jean Lorrah, Professorin und Schriftstellerin